# Зидердајх
Зидердајх (њем. Süderdeich) општина је у њемачкој савезној држави Шлезвиг-Холштајн. Једно је од 115 општинских средишта округа Дитмаршен. Према процјени из 2010. у општини је живјело 515 становника. Посједује регионалну шифру (AGS) 1051109.

## Географски и демографски подаци
Зидердајх се налази у савезној држави Шлезвиг-Холштајн у округу Дитмаршен. Општина се налази на надморској висини од 0 метара. Површина општине износи 6,6 km². У самом мјесту је, према процјени из 2010. године, живјело 515 становника. Просјечна густина становништва износи 78 становника/km².